# Gérard Saint
Vous lisez un « bon article » labellisé en 2014.
Pour les articles homonymes, voir Saint.
Gérard Saint, né le 11 juillet 1935 à Argentan (Orne) et mort le 16 mars 1960 à l'âge de 24 ans à proximité de l'hôpital du Mans (Sarthe) où il avait été transporté à la suite d'un accident de la route, est un coureur cycliste professionnel français. De grande taille (1,92 m), il était excellent rouleur et spécialiste du contre-la-montre. Son comportement sur des courses à étapes et notamment le Tour de France 1959, dont il est la révélation, a dévoilé de belles dispositions de grimpeur.
Mort dans un tragique accident de voiture, alors que sa carrière était en pleine ascension, Gérard Saint incarnait idéalement la figure du coureur cherchant à s'extraire de son milieu pauvre et de sa condition prolétaire par le biais de son sport. À ses débuts ouvrier agricole et d'une condition modeste à l'instar du héros de 325 000 francs de Roger Vailland, auquel il est  comparé par son biographe Jacky Desquesnes.

## Biographie

### Origines et jeunes années
Issu d'un milieu modeste, Gérard Saint grandit au Renouard dans le pays d'Auge. Il est le fils de Juliette Alphonsine Liard, domestique, âgée de 32 ans à sa naissance. Son nom de naissance est d'ailleurs Gérard Serge Léon Liard et il ne prendra le nom de famille de « Saint » qu'après légitimation en 1948 par Émile Henry Saint. Il a un frère Jacques, un peu plus jeune que lui, qui aura une grande importance dans son existence et dans sa carrière (il était un partenaire d'entraînement régulier). Il quitte l'école vers quatorze ans, titulaire du certificat d'études primaires. Il est d'abord ouvrier agricole puis employé en menuiserie-charpente chez Roger Micard. Coureur en première catégorie puis indépendant entre 1952 et 1956, il exerce régulièrement l'activité de bûcheron pendant les trêves hivernales.

### Ses débuts cyclistes, 1952 à 1954
Gérard Saint signe sa première licence amateur au VS trunois le 13 février 1952 à l'âge de seize ans et demi. Il ne reste que peu de temps dans ce club et signe dès le 29 octobre 1952 au VC argentanais, club de sa ville natale, à la suite d'un comportement offensif remarqué par Henri Huet sur une course de fin de saison. Dans ce club, il passe au cours de la saison 1953 — durant laquelle il remporte sept victoires — de la quatrième catégorie à la première catégorie. Le 28 mars 1954, il remporte son premier succès dans cette catégorie lors du Grand Prix du Cycle de Caen qui lui offre un début de notoriété régionale, notamment dans le journal Paris Normandie. À la suite de cette victoire, Henri Huet inscrit Gérard Saint au challenge saisonnier du « Maillot des Jeunes » du Maillot des As organisé justement par Paris Normandie,. Le 8 août, il remporte haut la main la course finale (en contre-la-montre) du challenge ce qui lui permet de remporter le « Maillot des Jeunes ». Ce résultat fait particulièrement sensation car le parcours est l'exact tracé de l'édition 1951 remportée par Jacques Anquetil en 2 h 7 min 13 s ; or Gérard Saint établit un nouveau record en 2 h 3 min 41 s ce qui fait écrire à Paris Normandie : « Saint est obligatoirement de la même trempe que son aîné. Souhaitons-lui de suivre sa trace »,. Dans la foulée, il termine second du Grand Prix de France (derrière Gilbert Ruel) qui constituait le championnat de France amateur officieux de contre-la-montre et dont les deux précédents vainqueurs étaient Anquetil et Albert Bouvet.

### 1955, année de transition vers le professionnalisme

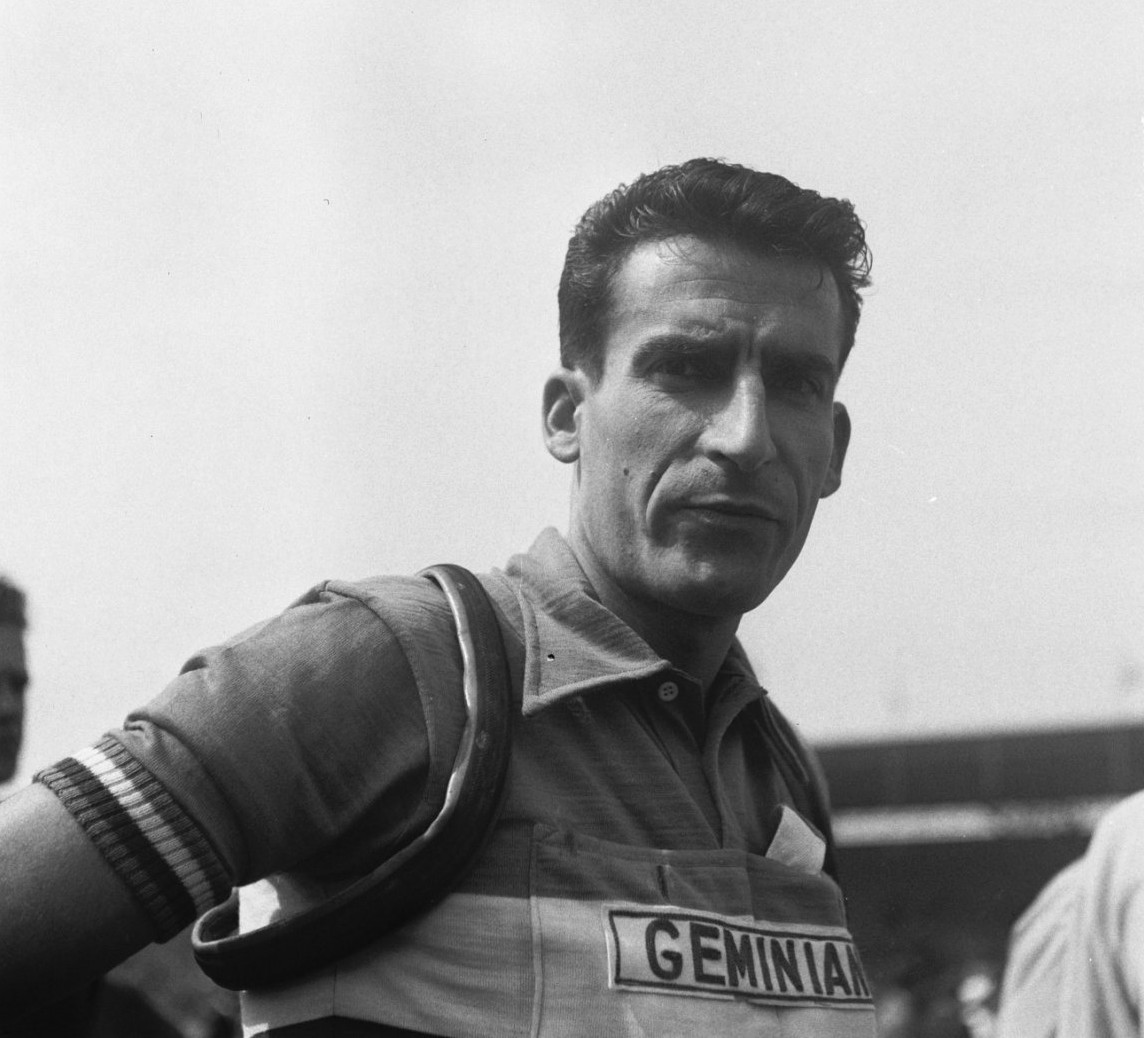
Raphaël Géminiani, ici en 1954.

Gérard Saint n'est d'abord pas retenu par le comité de Normandie pour être membre de l'équipe de la région pour la Route de France ; il y participe finalement en remplacement d'un titulaire blessé. Il y brille tout le long de l'épreuve et termine second au général. Surtout il remporte après une échappée en solitaire la seconde étape entre Langeac et Rodez ; il remporte également la huitième étape, un contre-la-montre de 45 km autour de Sarlat. Enfin, il se comporte très bien dans la haute-montagne qu'il découvre lors de la montée du Tourmalet par exemple ; il termine d'ailleurs meilleur grimpeur de la compétition. Le 13 juin, Robert Chapatte titre son article dans Miroir Sprint ainsi : « Gérard Saint, vedette de la Route de France… espoir de demain ».
Cette même année, Fausto Coppi présent à Caen pour un contrat sur piste, envisage un moment de le recruter. Mais c'est le Tour de la Manche qui va véritablement lui permettre de devenir professionnel : en effet, l'épreuve réunit amateurs, professionnels et indépendants ce qui justifie la présence le 3 juillet 1955 de Raymond Louviot, directeur sportif de Saint-Raphael-Geminiani. Il remarque alors Gérard Saint et rapidement se renseigne sur ce coureur qu'il ne connaît pas. Le 13 octobre, Gérard Saint remporte le Grand Prix de France, ce qui achève de convaincre Raymond Louviot et Raphaël Géminiani de lui proposer un contrat professionnel pour la saison 1956.

### 1956, débuts professionnels
Furtivement indépendant sous contrat avec Arliguie-Hutchinson, Gérard Saint intègre effectivement Saint-Raphael-Geminiani après versement d'une compensation. Rapidement, Paul Ruinart du Vélo Club de Levallois (VCL) l'incite à s'essayer sur piste ce que Gérard Saint accomplit avec succès en remportant la finale du brassard (poursuite) au vélodrome d'Hiver en battant le multi-champion du monde de la discipline Guido Messina,. En mars, il termine second du Critérium de L'Écho d'Alger derrière Jean Stablinski.
Sur le Tour de l'Ouest, ses débuts sont assez difficiles, à tel point qu'il se retrouve un moment dernier du classement général. Il redresse toutefois la barre en remportant en solitaire sa première victoire professionnelle lors de la septième étape Saint-Brieuc-Brest après une échappée solitaire de 30 km.
La fin de l'été consacrée au contre-la-montre est plutôt brillant : le 26 août il est second sur Manche-Océan derrière Joseph Morvan. Le 23 septembre, il termine sixième du Grand Prix des Nations malgré une chute au 38e kilomètre provoquée par un chien errant alors que la seconde place derrière l'intouchable Anquetil lui semblait promise.

### 1957 et 1958, confirmation d'un talent
Le 5 mai 1957, Gérard Saint fait partie des vingt-sept « rescapés » du Liège-Bastogne-Liège 1957, disputés sous la neige en mai où il termine quinzième. En mai encore, il remporte le classement général du Tour de Luxembourg ainsi que la 3e étape de l'épreuve, en battant Charly Gaul sur ses terres. C'est sa première victoire professionnelle sur une course à étapes. En juin, il remporte sa seconde course à étapes avec le Tour de l'Ariège (sur lequel il remporte deux étapes). La suite de sa saison est gâchée par les conséquences de sa chute sur le Critérium du Dauphiné libéré. Sur un plan personnel, il se marie en septembre avec Nicole Mercier.
Son début de saison 1958 est correct notamment grâce à sa troisième place sur Paris-Camembert obtenue en travaillant à la victoire de son coéquipier Nicolas Barone. Mais dès le mois de mai, il chute à nouveau sur le Tour du Sud-Est et se fracture le poignet. Il ne revient qu'en août et remporte plusieurs critériums et surtout brille sur plusieurs épreuves contre-la-montre : second du Grand Prix des Nations, second du Grand Prix de Lugano, second de Manche-Océan et troisième du Trophée Baracchi avec Roger Rivière. Sur un plan personnel, sa fille Fabienne naît en juin 1958.

### 1959, saison pleine

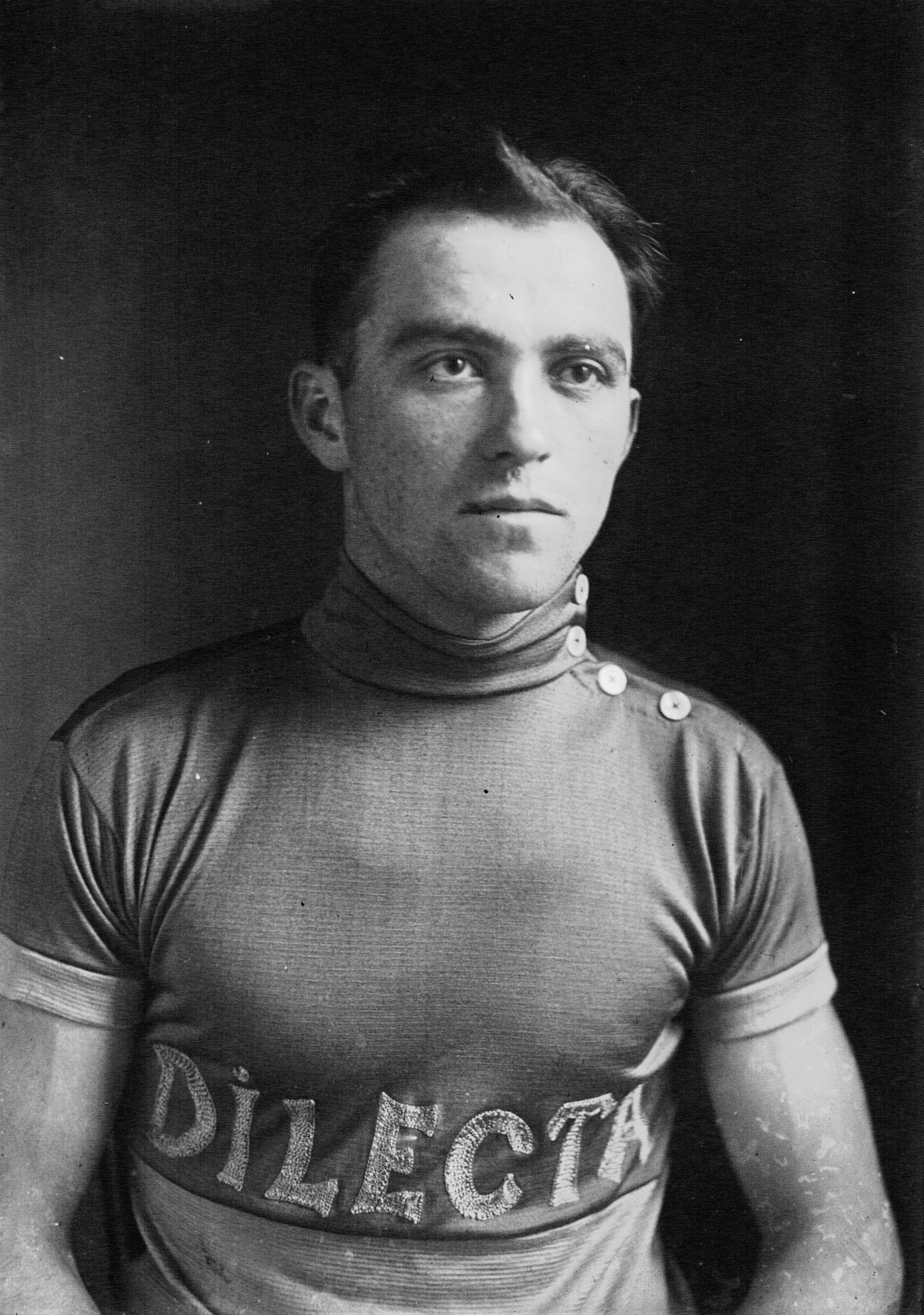
Paul Le Drogo son directeur sportif lors du Tour de France 1959. Ici coureur cycliste en 1926.

La saison de Gérard Saint débute par une victoire au Grand Prix Sigrand à Nice alors qu'il était sur la Côte d'Azur pour sa préparation d'avant-saison. En 1959, l'épreuve de Paris-Nice se déroule jusqu'en Italie et s'appelle pour l'occasion Paris-Nice-Rome, réorganisation qui induit trois vainqueurs finals au lieu d'un seul : celui de Paris-Nice, celui de Nice-Rome et celui de l'épreuve dans sa globalité. Gérard Saint détient le maillot blanc de leader pendant deux étapes avant que Jean Graczyk ne parvienne à lui prendre la première place à l'arrivée à Nice. Dès le départ vers Rome, il se repositionne au classement général en remportant la septième étape entre Nice et Vintimille. À Rome, il est vainqueur de la seconde partie Nice-Rome et second de Paris-Nice-Rome, à seulement 15 s du vainqueur. Entre Paris-Nice-Rome et le Tour de France, il remporte la seconde étape du Tour de Luxembourg (contre-la-montre) et se place quatrième de Paris-Camembert.
En vue du Tour du France, sa sélection en équipe de France est envisagée avant que son intégration dans l'équipe Ouest Sud-Ouest de Paul Le Drogo ne soit entérinée. L'étape-clé de son Tour est la treizième étape entre Albi et Aurillac durant laquelle il crève deux fois et pêche par maladresse pour organiser son retour sur le peloton ; il finit à plus de 32 min à Aurillac. Considéré comme un challenger potentiel au départ de Mulhouse, un tel retard a sans doute contribué à lui octroyer des « bons de sortie » par la suite jusqu'à Paris. Ainsi outre la seconde place obtenue à Saint-Gaudens derrière André Darrigade, il termine second à Clermont-Ferrand dès le lendemain de sa déconvenue puis est troisième à Aoste et second à nouveau à Annecy derrière Rolf Graf. Il grappille peu à peu du temps et réintègre les dix premières places du général à la faveur du contre-la-montre de la vingt-et-unième étape arrivant à Dijon où il prend la troisième place derrière Roger Rivière et Jacques Anquetil. À Paris, il est finalement neuvième à 17 min 40 s de Federico Bahamontes, second du classement par points, troisième du classement de la montagne et surtout lauréat du prix de la combativité. L'excellent bilan de l'équipe Ouest Sud-Ouest est enfin complété par la cinquième place au général de François Mahé.
Après le Tour, il remporte le Critérium de Château-Chinon (le 3 août) puis le Bol d'or des Monédières. Ses bonnes prestations sur le Tour lui ouvrent les portes de l'équipe de France et il participe donc à l'épreuve sur route des championnats du monde qu'il termine 40e dans le peloton à 22 s du vainqueur et coéquipier André Darrigade.
Sa fin de saison est consacrée au contre-la-montre : il remporte enfin Manche-Océan, fait cinquième au Grand Prix des Nations et termine dixième du Trophée Baracchi couru avec Pierre Everaert. À la fin de la saison, il est cinquième du Super Prestige Pernod ; il ne courra quasiment plus excepté sur le critérium d'Oran couru en 1960 où il termine quatorzième.
Son bilan de la saison 1959 est donc très bon, Léon Zitrone présumant même, dans sa rétrospective cycliste de l'année écoulée, qu'il aurait pu gagner son premier Tour de France :

« Et si le jeune Gérard Saint n'avait pas commis, au ravitaillement de Rodez, une faute d'inattention, peut-être aurait-il ramené le maillot jaune à Paris »

### Circonstances de la mort et premières réactions

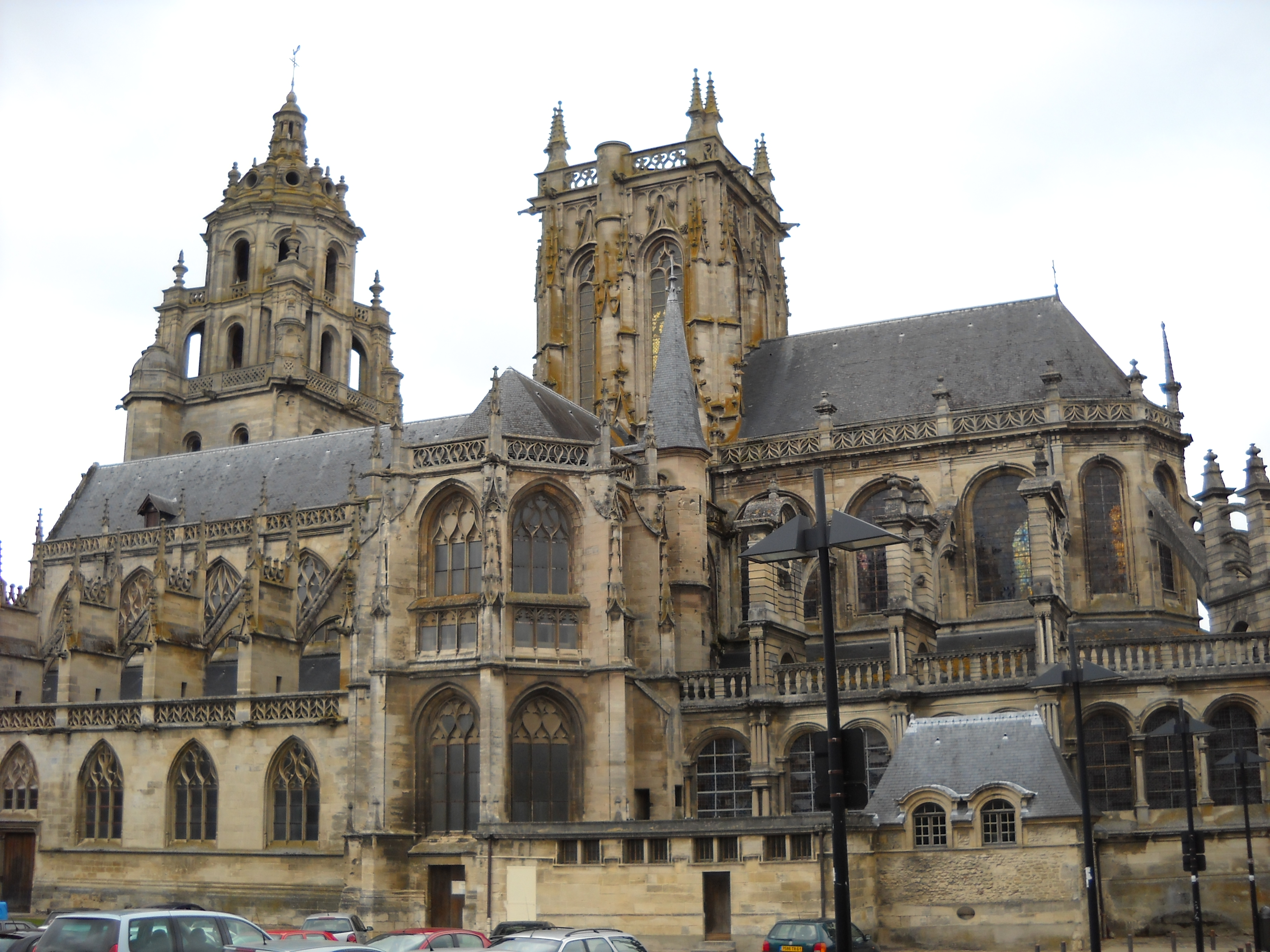
L'église Saint-Germain où furent célébrées ses obsèques.

Début 1960, Gérard Saint est appelé du contingent ; le soir de son accident mortel, il rentre d'une permission passée en famille à Argentan pour rejoindre la 153e compagnie d'instruction du train à Auvours où il est soldat. À l'entrée du Mans, au volant de son ID19, en tentant d'éviter un motocycliste, il s'écrase sur des arbres de bordure,,.
D'abord réformé en 1955 pour cause de présence d'albuminurie due à une néphrite contractée durant ses jeunes années, il avait été tardivement incorporé,. En 1958, son statut militaire de réformé est confirmé pour la même raison. Son incorporation avait finalement été décidée à la suite d'examens effectués au Val-de-Grâce en avril 1959. Mais c'est la raison de ce nouvel examen par l'armée qui va interroger, surtout après les révélations de France Dimanche dans son édition du 27 mars 1960, onze jours après sa mort : en effet, le journal révèle qu'une pétition de quarante-sept habitants d'Argentan était parvenue au ministère. Son contenu s'offusquait de l'absence sous les drapeaux d'un athlète de haut niveau en pleine Guerre d'Algérie.
Le retentissement de sa mort est national : L'Équipe titre « Le cyclisme pleure Gérard Saint ». L'article de Jean Leulliot dans L'Aurore prend une place importante dans le quotidien. Enfin la RTF diffuse une émission spéciale dès le 17 mars après-midi.
Ses obsèques sont célébrées dans l'église Saint-Germain par le chanoine Courtin le 19 mars 1960 en présence de nombreuses personnalités du cyclisme.

## Vie personnelle
Gérard Saint se marie le 25 septembre 1957 avec Nicole Mercier, belle-fille d'Henri Huet. Sa fille Fabienne naît le 11 juin 1958 ; les jumeaux Véronique et Stéphane suivront le 15 février 1960, exactement un mois avant son accident mortel.

## Hommages et postérité

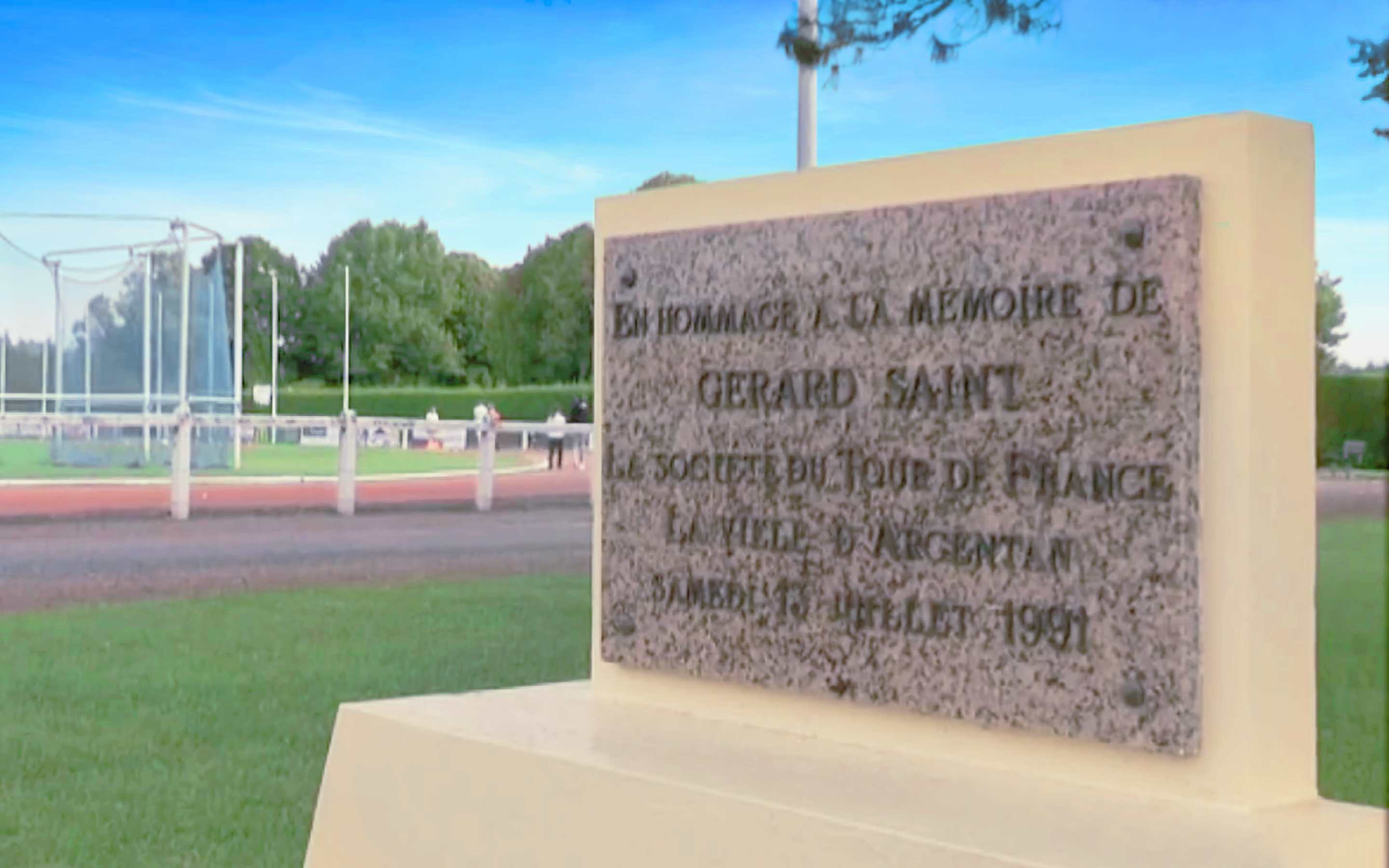
Stèle à la mémoire de Gérard Saint dans le Stade Gérard-Saint à Argentan.

Il y a une avenue Gérard-Saint à Nantes (osm) ainsi qu'un stade Gérard-Saint à Argentan (osm). À l'entrée du stade, une stèle est inaugurée le 13 juillet 1991 à l'occasion du passage du Tour de France à Argentan.
Dès 1960, le critérium d'Argentan est baptisé « critérium Gérard-Saint ». Il existe toujours en 2014, même si son importance sportive est moindre. Le final de la course Paris-Camembert à partir de 2014 est baptisé « boucle Gérard-Saint », après accord de son frère Jacques Saint. Cette boucle est située à Renouard où Gérard Saint a vécu enfant.
En 1960, l'union des journalistes de sport en France, à l'initiative de Félix Lévitan édite une plaquette Hommage à Gérard Saint vendue sur les courses au profit de sa famille,.
De février à mars 2010, la médiathèque François-Mitterrand d'Argentan a accueilli une importante exposition consacrée à Gérard Saint.

## Style de coureur
Le style de pédalage de Gérard Saint semble directement induite par sa stature longiligne (1,92 m pour 75 kg) : en effet, très puissant musculairement, il était connu pour n'avancer que par le seul mouvement des jambes et pour cela il adoptait une position très en avant avec le dos presque à plat. Jean Bobet a d'ailleurs écrit au sujet de sa technique :

« Il est le seul coureur qui ne s'autorise que le seul mouvement des jambes pour avancer. Quand il roule à fond, un verre d'eau posé sur son dos ne laisserait pas échapper une goutte »

Ses qualités ont immédiatement éclaté sur le contre-la-montre ou en tant que rouleur et baroudeur. Mais en plus et à l'instar d'un grand gabarit comme Hugo Koblet, ses premières expériences en haute montagne ont été plutôt concluantes et il s'est avéré excellent grimpeur mais également très bon descendeur comme remarqué dès 1955 par Robert Chapatte.
Le contre-la-montre mis à part, la plupart de ses victoires furent remportées à la suite d'attaques souvent menées en solitaire. Une de ses qualités est d'ailleurs la capacité à renouveler les attaques sur les courses à étapes, comme sur le Tour de France 1959 durant lequel on le voit à l'offensive et aux avant-postes sur les étapes 1, 2, 10, 14, 16, 17 et 18 soit sept des dix-neuf étapes en ligne (d'ailleurs cette répétition participa probablement à sa victoire dans le prix de la combativité).

## Figure sociale
Possiblement malgré lui, il incarnait aux yeux des observateurs, l'exemple même du cycliste des années 1950 cherchant à s'extraire de sa condition de « prolétaire rural ». Ainsi André Chassaignon rappelle que Gérard Saint est ce « garçon étonnamment intelligent, fils d'ouvriers agricoles, promis à un métier dur et peu rémunérateur n'ayant que son certificat d'études » alors que Robert Chapatte analyse que « socialement grandi, il veut en premier chef tirer de la fortune le moyen de son évolution d'homme ». Enfin, Jacky Desquesnes auteur de sa biographie parue en 2010, évoque le héros cycliste et prolétaire de Roger Vailland de 325 000 francs pour éclairer le destin de Gérard Saint.

## Palmarès sur route

### Amateur
- 1954
  - Grand Prix du Cycle (moins de 21 ans) à Caen
  - 2e du Grand Prix de France
- 1955
  - 2e et 8e étapes de la Route de France
  - Grand Prix de France
  - 2e de la Route de France

### Professionnel
| - 1956 - 7e étape du Tour de l'Ouest - 2e de Manche-Océan - 6e du Grand Prix des Nations - 1957 - Tour de Luxembourg : - Classement général - 3e étape - Tour de l'Ariège : - Classement général - 2e et 3e étapes - Circuit des Trois Provinces - 9e du Grand Prix des Nations - 1958 - Circuit de l'Aulne - 2e du Grand Prix des Nations - 2e du Grand Prix de Lugano (contre-la-montre) - 2e de Manche-Océan - 3e de Paris-Camembert - 3e du Trophée Baracchi (avec Roger Rivière) | - 1959 - Manche-Océan - 7e étape de Paris-Nice-Rome (Nice-Vintimille) - 2e étape du Tour de Luxembourg - Grand Prix d'Alger (avec Roger Rivière et Raphaël Géminiani) - Menton-Gênes-Rome - Grand Prix Sigrand à Nice - 2e de Paris-Nice-Rome (vainqueur de Nice-Rome) - 2e du Grand Prix Martini - 4e de Paris-Camembert - 5e du Grand Prix des Nations - 9e du Tour de France - 10e du Trophée Baracchi (avec Pierre Everaert) |  |

### Classements saisonniers
- 1954 : « Maillot des Jeunes » du Maillot des As
- 1959 : 5e du Super Prestige Pernod

### Résultats sur les grands tours

#### Tour de France
- 1959 : 9e du classement général, 2e du classement par points, 3e du classement de la montagne et vainqueur du prix de la combativité

### Résultats sur les classiques
Ce tableau représente les résultats de Gérard Saint aux classiques et grandes courses auxquelles il a participé au moins une fois.
| Année | Grand Prix des Nations | Critérium national | Liège-Bastogne-Liège | Paris-Roubaix | Tour de Lombardie | Paris-Tours | Championnats du monde |
| ----- | ---------------------- | ------------------ | -------------------- | ------------- | ----------------- | ----------- | --------------------- |
| 1956  | 6e                     | Ab.                | -                    | -             | -                 | -           | -                     |
| 1957  | 9e                     | 42e                | 15e                  | -             | -                 | -           | -                     |
| 1958  | 2e                     | 35e                | -                    | 25e           | 59e               | 88e         | -                     |
| 1959  | 5e                     | Ab.                | -                    | -             | 21e               | 47e         | 40e                   |

## Palmarès sur piste
- 1956
  - Finale du brassard (poursuite) au vélodrome d'Hiver
- 1957
  - 2e du championnat de France d'hiver de poursuite